# Wiltwijck
Wiltwijck, is een nederzetting in voormalig Nieuw-Nederland, die in 1652 gevormd werd door 60 bewoners van Beverwijck. De eerste bewoners noemden het Esopus, naar de Esopuskreek die vlak daarbij stroomde. De nederzetting werd door Peter Stuyvesant versterkt met een beschermingswal in 1657, waarbij hij de nederzetting hernoemde naar Wiltwijck. De nederzetting groeide in de laatste jaren voor de Engelse overname uit tot de op drie na grootste in de kolonie. De nederzetting staat tegenwoordig bekend als Kingston.